# Saint-Rome-de-Tarn
Pour les articles homonymes, voir Saint-Rome (homonymie).
Saint-Rome-de-Tarn est une commune française située dans le département de l'Aveyron, en région Occitanie.
De la Révolution française jusqu'à 2015, la commune a été chef-lieu d'un canton.

## Géographie

### Généralités

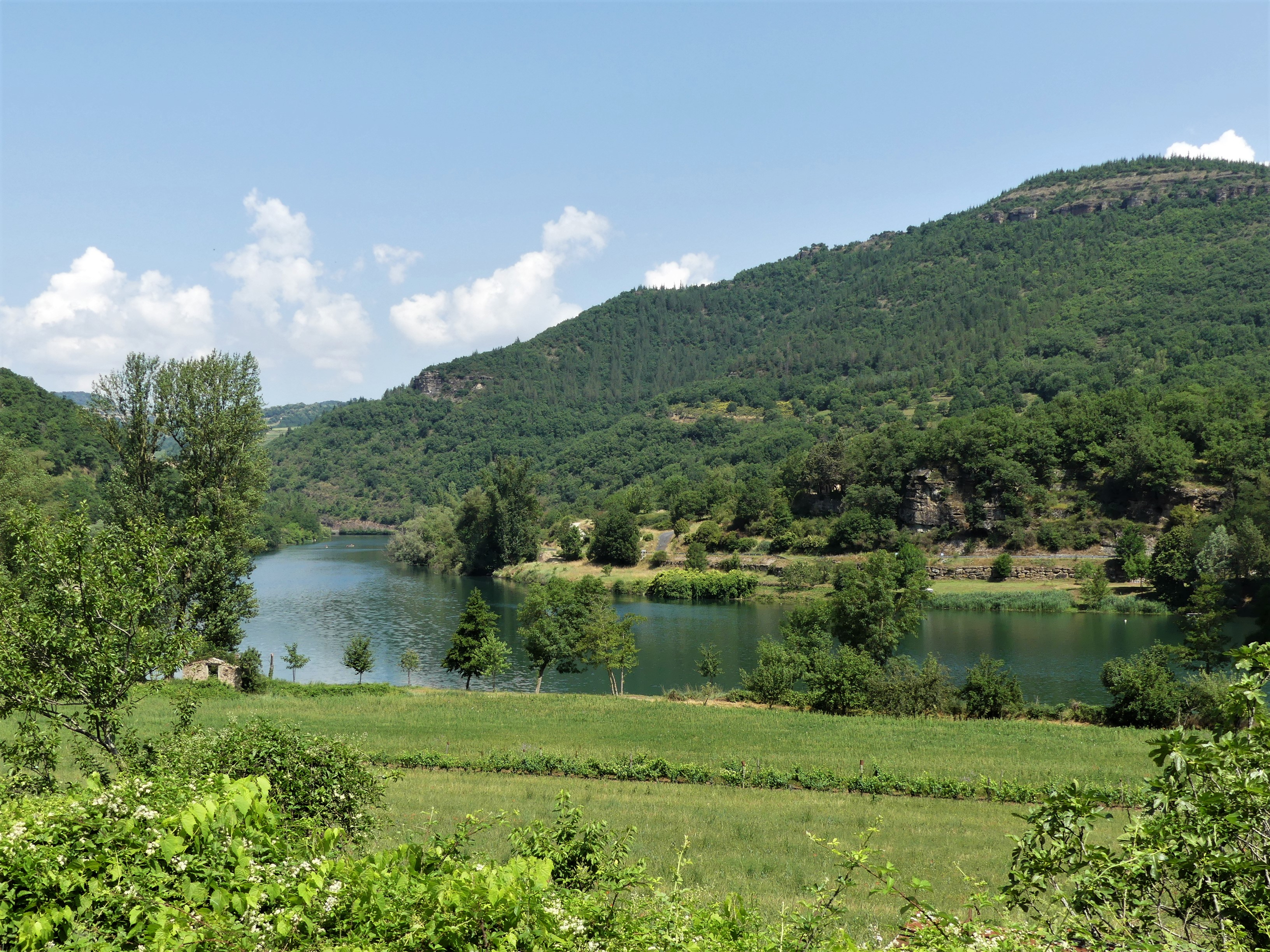
Le Tarn dans la retenue du barrage de Pinet au lieu-dit le Piala.

Au sud du Massif central, dans la moitié sud du département de l'Aveyron, la commune de Saint-Rome-de-Tarn est située à l'intérieur du parc naturel régional des Grands Causses. Le territoire communal, qui s'étend sur 52,06 km2, est arrosé par le Tarn sur plus de dix kilomètres dans des gorges appelées Raspes, dont cinq kilomètres lui servent de limite territoriale au nord-est et au nord-ouest, en deux endroits distincts.
L'altitude minimale se trouve localisée à l'extrême nord-ouest, près du lieu-dit Puech Gazal, dans la retenue du barrage de Pinet, là où le Tarn quitte la commune et sert de limite entre celles de Saint-Victor-et-Melvieu et Viala-du-Tarn. L'altitude maximale avec 665 mètres est située dans le sud, au sud-est du lieu-dit la Vayssière.
À l'intersection des routes départementales (RD) 31 et 993 et dominant le Tarn en rive droite de près de 50 mètres, le bourg de Saint-Rome-de-Tarn est situé, en distances orthodromiques, seize kilomètres à l'ouest-sud-ouest du centre-ville de Millau et quarante-deux kilomètres au sud-est de Rodez.
La commune est également desservie par les RD 50, 73, 96, 250 et 527.
Saint-Rome-de-Tarn se situe en zone de sismicité 1 (sismicité très faible).

### Communes limitrophes
Saint-Rome-de-Tarn est limitrophe de sept autres communes.
Les communes limitrophes sont  Les Costes-Gozon, Montjaux, Saint-Affrique, Saint-Georges-de-Luzençon, Saint-Rome-de-Cernon, Saint-Victor-et-Melvieu et Viala-du-Tarn.
| Saint-Victor-et-Melvieu | Viala-du-Tarn      | Montjaux, Saint-Georges-de-Luzençon |
|                         | Saint-Rome-de-Tarn |                                     |
| Les Costes-Gozon        | Saint-Affrique     | Saint-Rome-de-Cernon                |

### Climat
Pour des articles plus généraux, voir Climat de l'Occitanie et Climat de l'Aveyron.
En 2010, le climat de la commune est de type climat des marges montargnardes, selon une étude s'appuyant sur une série de données couvrant la période 1971-2000. En 2020, Météo-France publie une typologie des climats de la France métropolitaine dans laquelle la commune est exposée à un climat de montagne et est dans la région climatique Sud-est du Massif Central, caractérisée par une pluviométrie annuelle de 1 000 à 1 500 mm, minimale en été, maximale en automne.
Pour la période 1971-2000, la température annuelle moyenne est de 12,4 °C, avec une amplitude thermique annuelle de 16,2 °C. Le cumul annuel moyen de précipitations est de 957 mm, avec 11 jours de précipitations en janvier et 5,2 jours en juillet. Pour la période 1991-2020, la température moyenne annuelle observée sur la station météorologique la plus proche, située sur la commune de Millau à 15 km à vol d'oiseau, est de 11,2 °C et le cumul annuel moyen de précipitations est de 713,2 mm,. Pour l'avenir, les paramètres climatiques de la commune estimés pour 2050 selon différents scénarios d'émission de gaz à effet de serre sont consultables sur un site dédié publié par Météo-France en novembre 2022.

## Urbanisme

### Typologie
Au 1er janvier 2024, Saint-Rome-de-Tarn est catégorisée commune rurale à habitat dispersé, selon la nouvelle grille communale de densité à 7 niveaux définie par l'Insee en 2022.
Elle est située hors unité urbaine et hors attraction des villes,.

## Toponymie

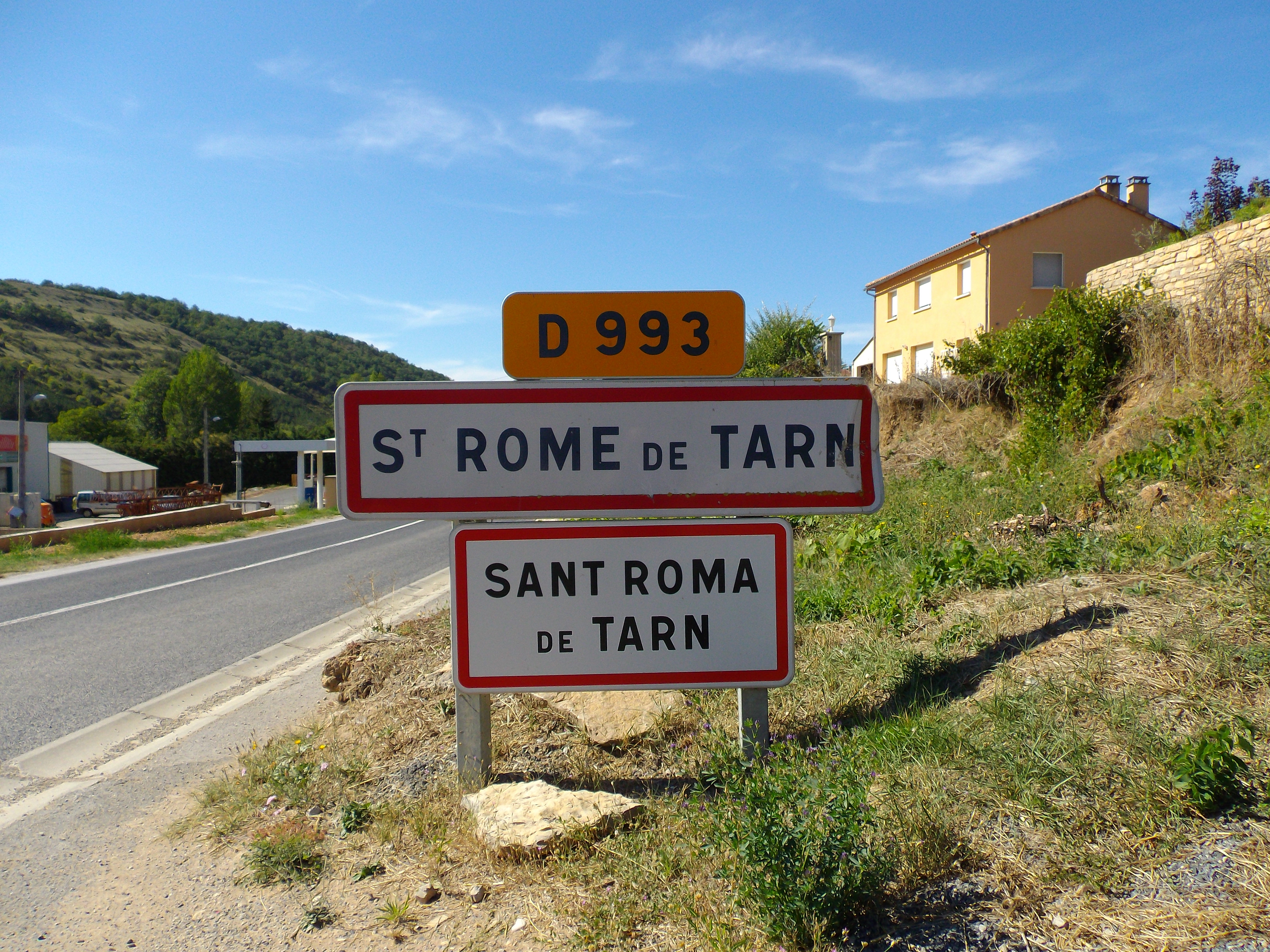
Panneau franco-occitan à l'entrée du bourg de Saint-Rome-de-Tarn.

Les mentions anciennes de Saint-Rome-de-Tarn sont : en 1322 Sancti Romani de Tarno, 1327 Santo Romano  de Tarno, 1332 locus Sti Romani de Tarno, 1334-1342 locus S. Romani de Tarno, 1341 parrochiarum bailivie Sancti Romani de Tarno, 1441 he de Sant-Roma-de-Tarn, 1666 St Roume de Tarn, 1757 Saint-Rome-de-Tarn. Durant la Révolution, la commune porte le nom de Pont-Libre.
En occitan rouergat, la commune porte le nom de Sant Roma de Tarn.

## Histoire
La première apparition du nom de Saint-Rome-de-Tarn date du Ve siècle lorsque saint Amans partit évangéliser le Rouergue. Au Xe siècle, un château fort, dit « de la Tour grosse », est construit.
Place forte du protestantisme, le bourg est ruiné après les guerres de Religion.
Au XVIIIe siècle, la ville dépendait administrativement de la province du Rouergue, du diocèse de Vabres, du parlement de Toulouse, de l'Intendance de Montauban, et de l'élection de Millau.
À la Révolution française, la commune devient chef-lieu d'un canton. Elle porta, au cours de la période révolutionnaire de la Convention nationale (1792 – 1795), le nom de Pont-Libre.
La commune s'agrandit en 1843 avec la fusion de trois autres communes Saint-Michel-de-Landesque, Saint-Victor-et-Melvieu et Les Costes-Gozon. En 1852, ces trois territoires sont cédés pour former les communes de Saint-Victor-et-Melvieu et Les Costes-Gozon, cette dernière absorbant le territoire de Saint-Michel-de-Landesque. À une date non précisée, comprise entre 1820 et 1852, la commune de Montredon a également fusionné avec Saint-Rome-de-Tarn.

## Politique et administration

### Liste des maires
| Période                                  | Période   | Identité       | Étiquette | Qualité                    |
| ---------------------------------------- | --------- | -------------- | --------- | -------------------------- |
| Les données manquantes sont à compléter. |           |                |           |                            |
|                                          |           |                |           |                            |
| 1892                                     | 1926      | Henry Fabre    |           | Médecin                    |
| 1926                                     | 1945      | André Teyssier |           |                            |
| 1945                                     | 1977      | Henri Merle    |           |                            |
| 1977                                     | 1995      | Pierre Montes  |           |                            |
| 1995                                     | 2001      | Bernard Martin |           |                            |
| mars 2001                                | juin 2019 | Marcel Calmels | DVD       | Retraité Fonction publique |
| septembre 2019 (réélu en mars 2020)      | En cours  | Jacques Arlès  |           |                            |

## Population et société

### Démographie
L'évolution du nombre d'habitants est connue à travers les recensements de la population effectués dans la commune depuis 1793. Pour les communes de moins de 10 000 habitants, une enquête de recensement portant sur toute la population est réalisée tous les cinq ans, les populations de référence des années intermédiaires étant quant à elles estimées par interpolation ou extrapolation. Pour la commune, le premier recensement exhaustif entrant dans le cadre du nouveau dispositif a été réalisé en 2005.

En 2022, la commune comptait 899 habitants, en évolution de +3,1 % par rapport à 2016 (Aveyron : +0,37 %, France hors Mayotte : +2,11 %).
| 1793  | 1800  | 1806  | 1821  | 1831  | 1836  | 1841  | 1846  | 1851  |
| ----- | ----- | ----- | ----- | ----- | ----- | ----- | ----- | ----- |
| 1 467 | 1 696 | 3 251 | 3 118 | 3 154 | 3 105 | 3 070 | 3 144 | 1 645 |

| 1856  | 1861  | 1866  | 1872  | 1876  | 1881  | 1886  | 1891  | 1896  |
| ----- | ----- | ----- | ----- | ----- | ----- | ----- | ----- | ----- |
| 1 735 | 1 597 | 1 652 | 1 607 | 1 701 | 1 550 | 1 506 | 1 547 | 1 512 |

| 1901  | 1906  | 1911  | 1921  | 1926  | 1931  | 1936 | 1946 | 1954 |
| ----- | ----- | ----- | ----- | ----- | ----- | ---- | ---- | ---- |
| 1 515 | 1 378 | 1 354 | 1 096 | 1 103 | 1 010 | 980  | 855  | 809  |

| 1962 | 1968 | 1975 | 1982 | 1990 | 1999 | 2005 | 2006 | 2010 |
| ---- | ---- | ---- | ---- | ---- | ---- | ---- | ---- | ---- |
| 811  | 729  | 669  | 629  | 676  | 715  | 817  | 820  | 861  |

| 2015 | 2020 | 2022 | - | - | - | - | - | - |
| ---- | ---- | ---- | - | - | - | - | - | - |
| 872  | 889  | 899  | - | - | - | - | - | - |

## Économie

### Revenus
En 2018  (données Insee publiées en septembre 2021), la commune compte 325 ménages fiscaux, regroupant 676 personnes. La médiane du revenu disponible par unité de consommation est de 20 860 € (20 640 € dans le département).

### Emploi
| Division       | 2008  | 2013  | 2018  |
| -------------- | ----- | ----- | ----- |
| Commune        | 7,3 % | 6,4 % | 8,1 % |
| Département    | 5,4 % | 7,1 % | 7,1 % |
| France entière | 8,3 % | 10 %  | 10 %  |

En 2018, la population âgée de 15 à 64 ans s'élève à 473 personnes, parmi lesquelles on compte 79,4 % d'actifs (71,2 % ayant un emploi et 8,1 % de chômeurs) et 20,6 % d'inactifs,. Depuis 2008, le taux de chômage communal (au sens du recensement) des 15-64 ans est supérieur à celui du département, mais inférieur à celui de la France.
La commune est hors attraction des villes,. Elle compte 274 emplois en 2018, contre 325 en 2013 et 262 en 2008. Le nombre d'actifs ayant un emploi résidant dans la commune est de 342, soit un indicateur de concentration d'emploi de 80,3 % et un taux d'activité parmi les 15 ans ou plus de 49,8 %.
Sur ces 342 actifs de 15 ans ou plus ayant un emploi, 132 travaillent dans la commune, soit 39 % des habitants. Pour se rendre au travail, 79 % des habitants utilisent un véhicule personnel ou de fonction à quatre roues, 1,2 % les transports en commun, 11,5 % s'y rendent en deux-roues, à vélo ou à pied et 8,4 % n'ont pas besoin de transport (travail au domicile).

### Activités hors agriculture

#### Secteurs d'activités
81 établissements sont implantés  à Saint-Rome-de-Tarn au 31 décembre 2019. Le tableau ci-dessous en détaille le nombre par secteur d'activité et compare les ratios avec ceux du département,.
| Secteur d'activité                                                                                        | Commune | Commune | Département |
| Secteur d'activité                                                                                        | Nombre  | %       | %           |
| --- | ------- | ------- | ----------- |
| Ensemble                                                                                                  | 81      |         |             |
| Industrie manufacturière, industries extractives et autres                                                | 16      | 19,8 %  | (17,7 %)    |
| Construction                                                                                              | 15      | 18,5 %  | (13 %)      |
| Commerce de gros et de détail, transports, hébergement et restauration                                    | 24      | 29,6 %  | (27,5 %)    |
| Activités financières et d'assurance                                                                      | 3       | 3,7 %   | (3,4 %)     |
| Activités immobilières                                                                                    | 1       | 1,2 %   | (4,2 %)     |
| Activités spécialisées, scientifiques et techniques et activités de services administratifs et de soutien | 6       | 7,4 %   | (12,4 %)    |
| Administration publique, enseignement, santé humaine et action sociale                                    | 8       | 9,9 %   | (12,7 %)    |
| Autres activités de services                                                                              | 8       | 9,9 %   | (7,8 %)     |

Le secteur du commerce de gros et de détail, des transports, de l'hébergement et de la restauration est prépondérant sur la commune puisqu'il représente 29,6 % du nombre total d'établissements de la commune (24 sur les 81 entreprises implantées  à Saint-Rome-de-Tarn), contre 27,5 % au niveau départemental.

#### Entreprises
Les deux entreprises ayant leur siège social sur le territoire communal qui génèrent le plus de chiffre d'affaires en 2020 sont : 
- Entreprise Jacques Arles, transports routiers de fret de proximité (7 644 k€)
- Aveyronnaise Transports Location, activités des sociétés holding (484 k€)

L'économie de la commune est caractérisée par une agriculture traditionnelle extensive axée sur l'élevage pour la production laitière de brebis destinée à l'élaboration des fromages de Roquefort et du pérail, tomme et pour la production de veaux et agneaux destiné à l'engraissement. Il existe une diversification : bois de chauffe, apiculture. Des commerces sont présents dans le bourg ainsi que deux artisans d'art, une potière et une vitrailliste. Les loisirs influent également sur l'économie communale: location estivale de maisons meublées, camping, randonnée, vélo tout terrain, découverte nature, pêche de parcours première et seconde catégorie, chasse à partir du quinze août.

### Agriculture
La commune est dans les Monts de Lacaune, une petite région agricole occupant le sud du département de l'Aveyron. En 2020, l'orientation technico-économique de l'agriculture  sur la commune est l'élevage d'ovins ou de caprins.
|               | 1988  | 2000  | 2010  | 2020  |
| ------------- | ----- | ----- | ----- | ----- |
| Exploitations | 36    | 23    | 19    | 18    |
| SAU (ha)      | 3 029 | 2 571 | 2 921 | 2 835 |

Le nombre d'exploitations agricoles en activité et ayant leur siège dans la commune est passé de 36 lors du recensement agricole de 1988  à 23 en 2000 puis à 19 en 2010 et enfin à 18 en 2020, soit une baisse de 50 % en 32 ans. Le même mouvement est observé à l'échelle du département qui a perdu pendant cette période 51 % de ses exploitations,. La surface agricole utilisée sur la commune a également diminué, passant de 3 029 ha en 1988 à 2 835 ha en 2020. Parallèlement la surface agricole utilisée moyenne par exploitation a augmenté, passant de 84 à 158 ha.

## Culture locale et patrimoine

### Lieux et monuments
- Témoignages du passé préhistorique de la région, cinq mégalithes ont été répertoriés sur le territoire communal : les dolmens d'Auriac[30], du Borie Blanque[31], de Font Réal[32], de Taurine[33] et des Tourelles[34].
- Les portes du bourg, vestiges des XIVe et XVe siècles.
- Le bourg médiéval, avec ses ruelles étroites, ses maisons décorées (logis à tourelle, fenêtre à meneaux…)
- À Auriac, on peut voir les ruines d'un ancien château fort.
- L'église Saint-Romain de Saint-Rome-de-Tarn.
- L'église Saint-Médard d'Olonzac.
- L'église Saint-Clément de Saint-Clément.
- Une statue de Monseigneur Denys Auguste Affre, natif de Saint-Rome-de-Tarn, est érigée sur la place du Terral. Une autre statue provenant d'Affreville (ville d'Algérie située à 120 kilomètres d'Alger et fondée en 1848 en l'honneur de Denys Affre, aujourd'hui Khemis-Miliana) se tient devant la maison de retraite portant son nom, enfin une autre est dressée place de la Cité à Rodez.
- Les cascades.

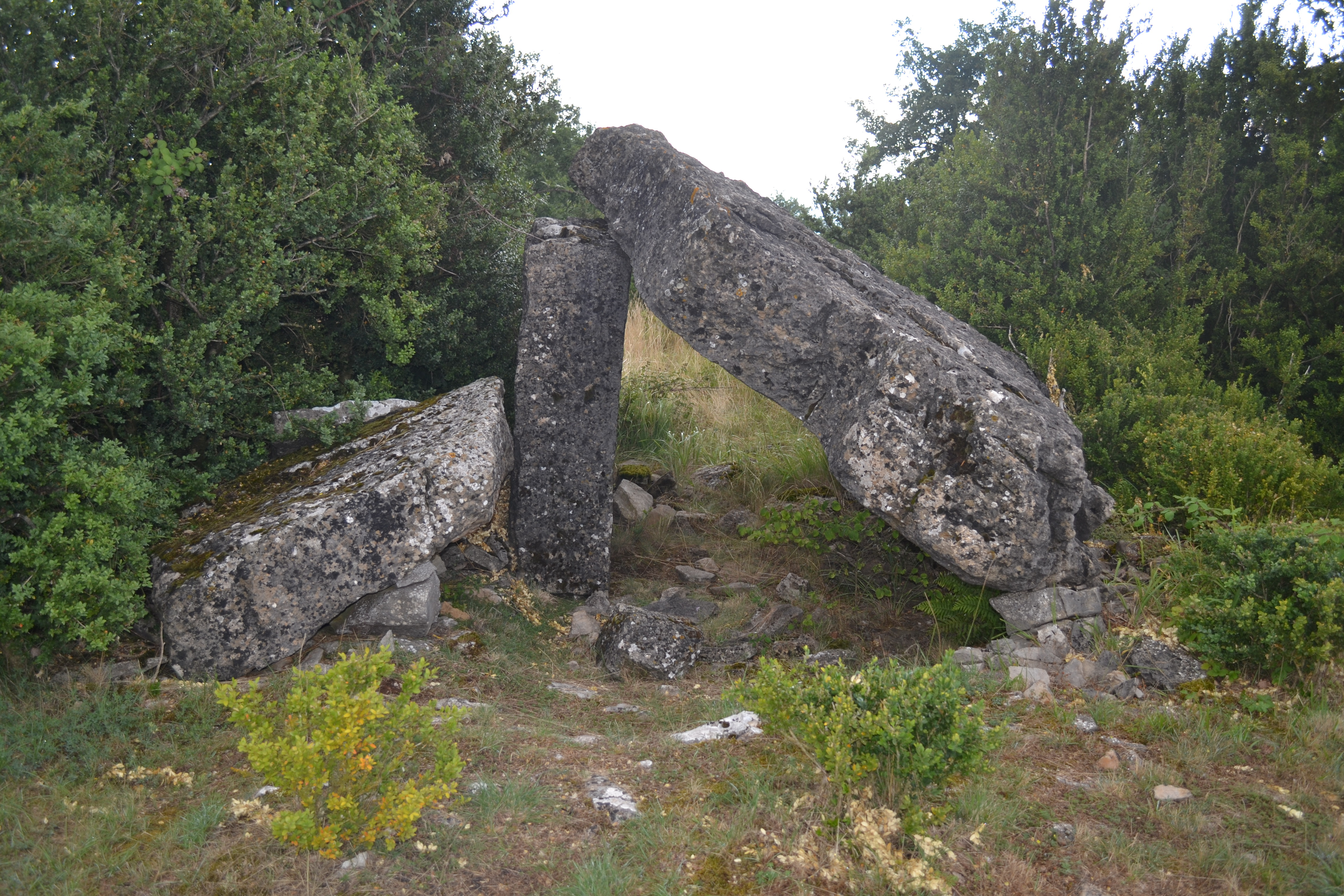
Le dolmen du Borie Blanque.
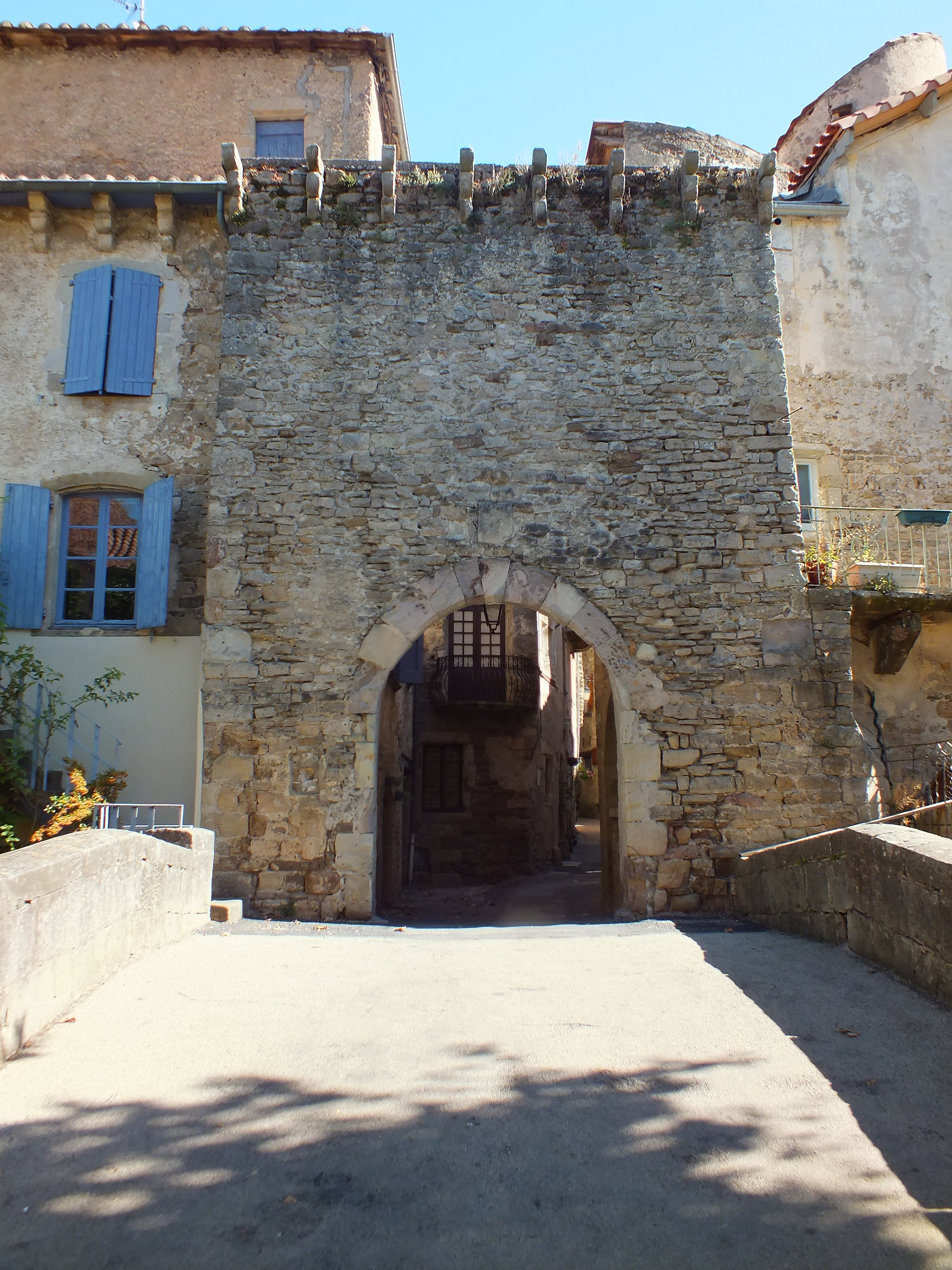
Ancienne porte de ville.
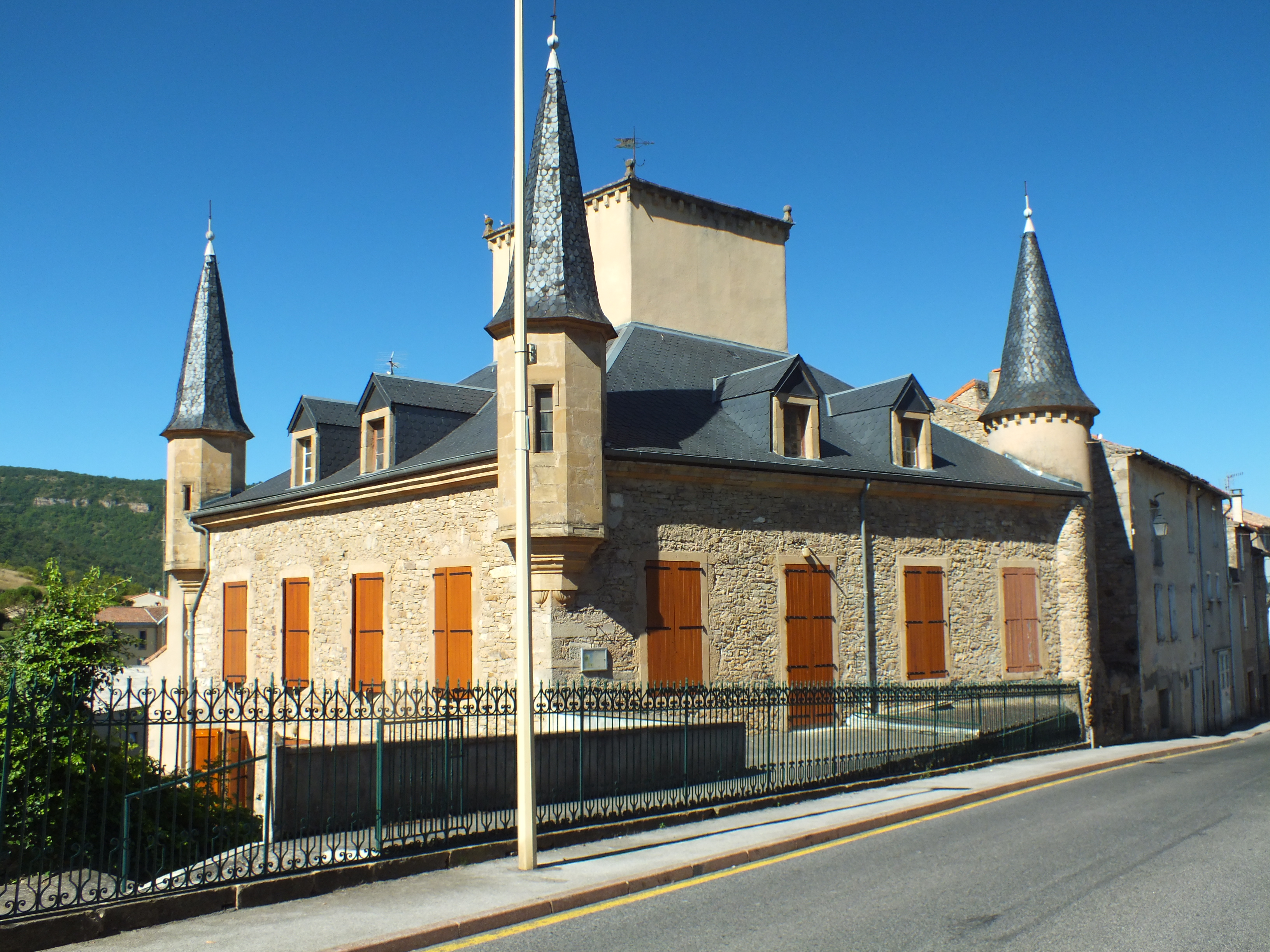
Castel du XIXe siècle dans le bourg.
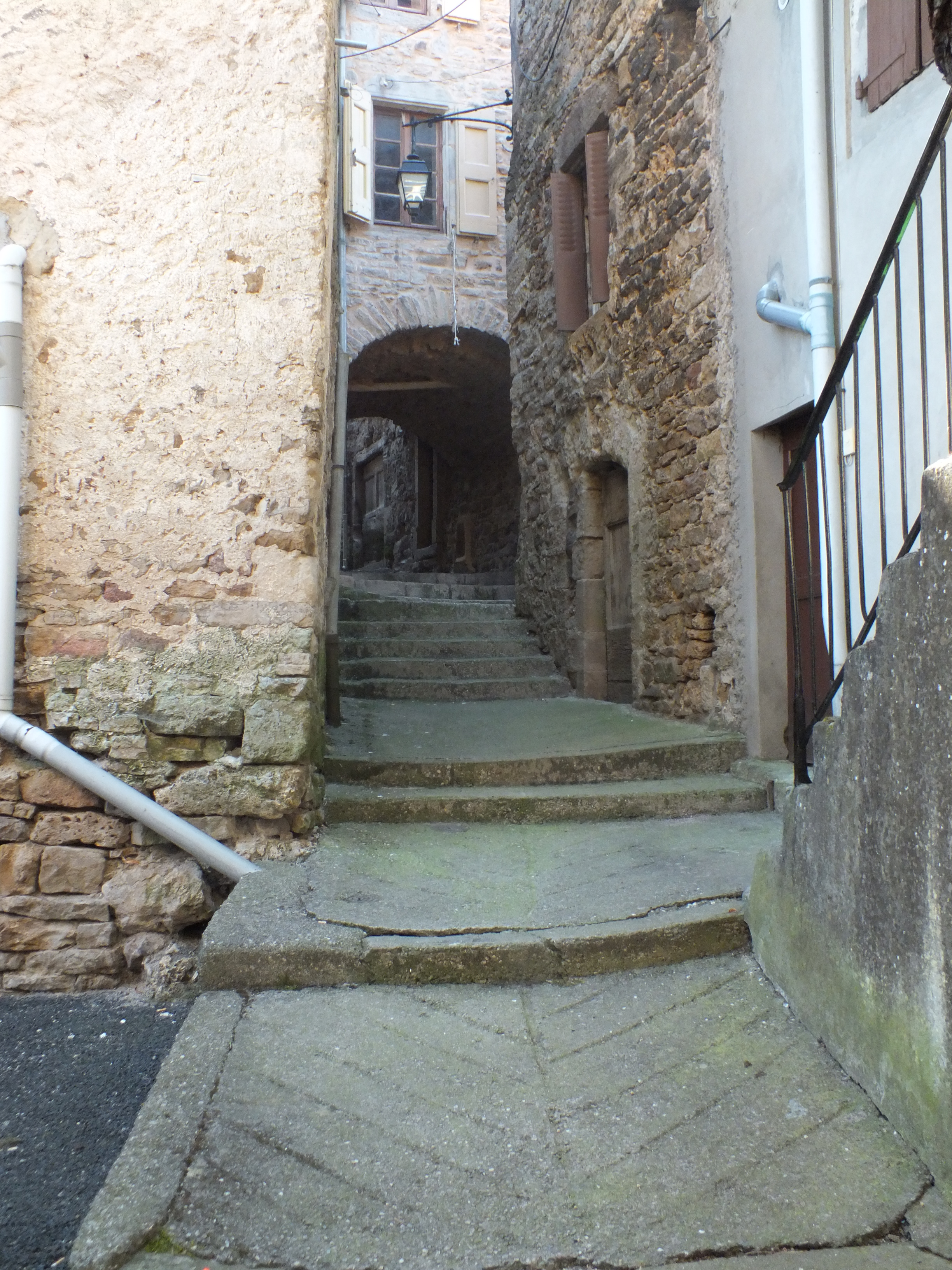
Ruelle dans le bourg.
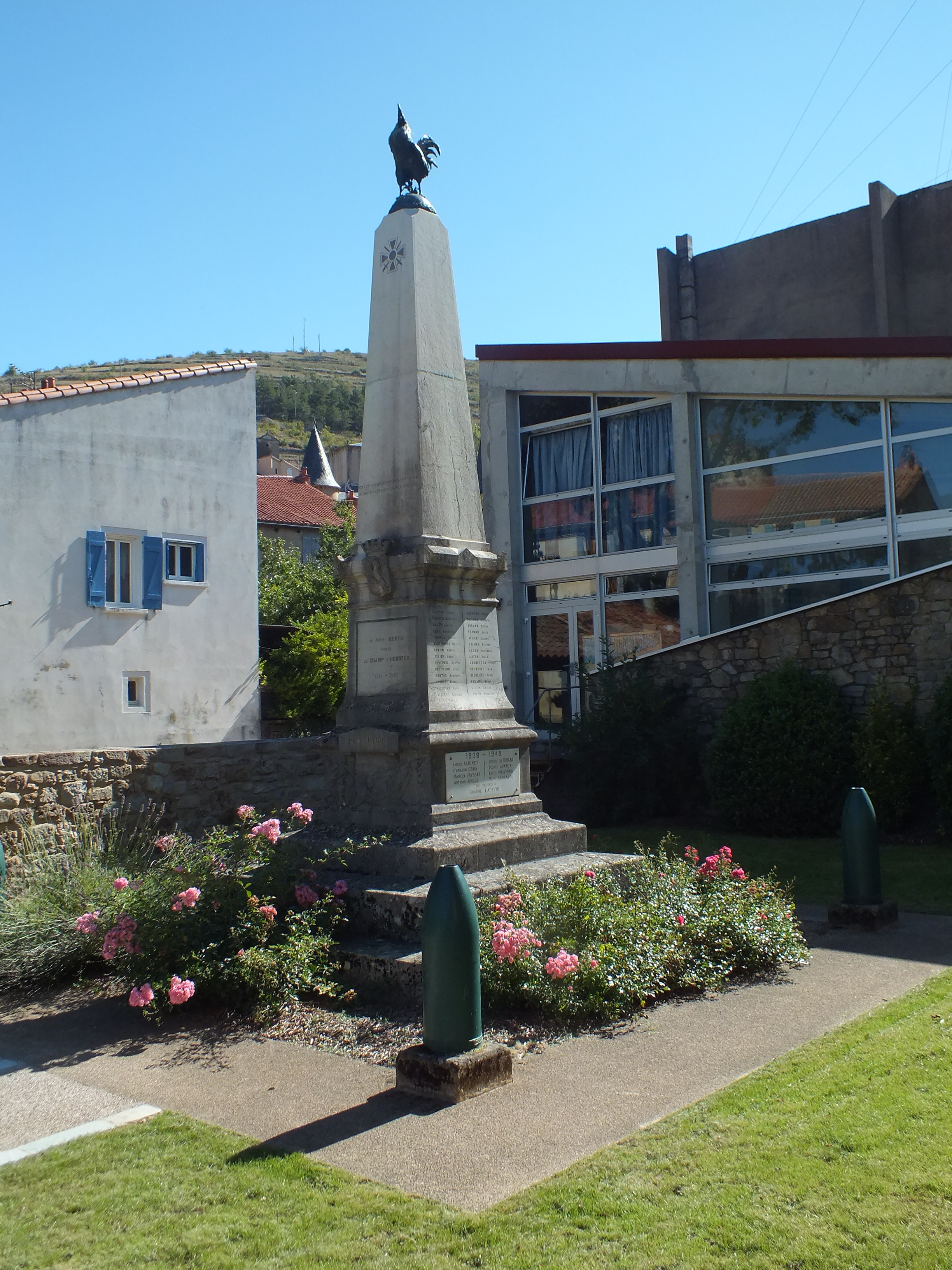
Le monument aux morts.
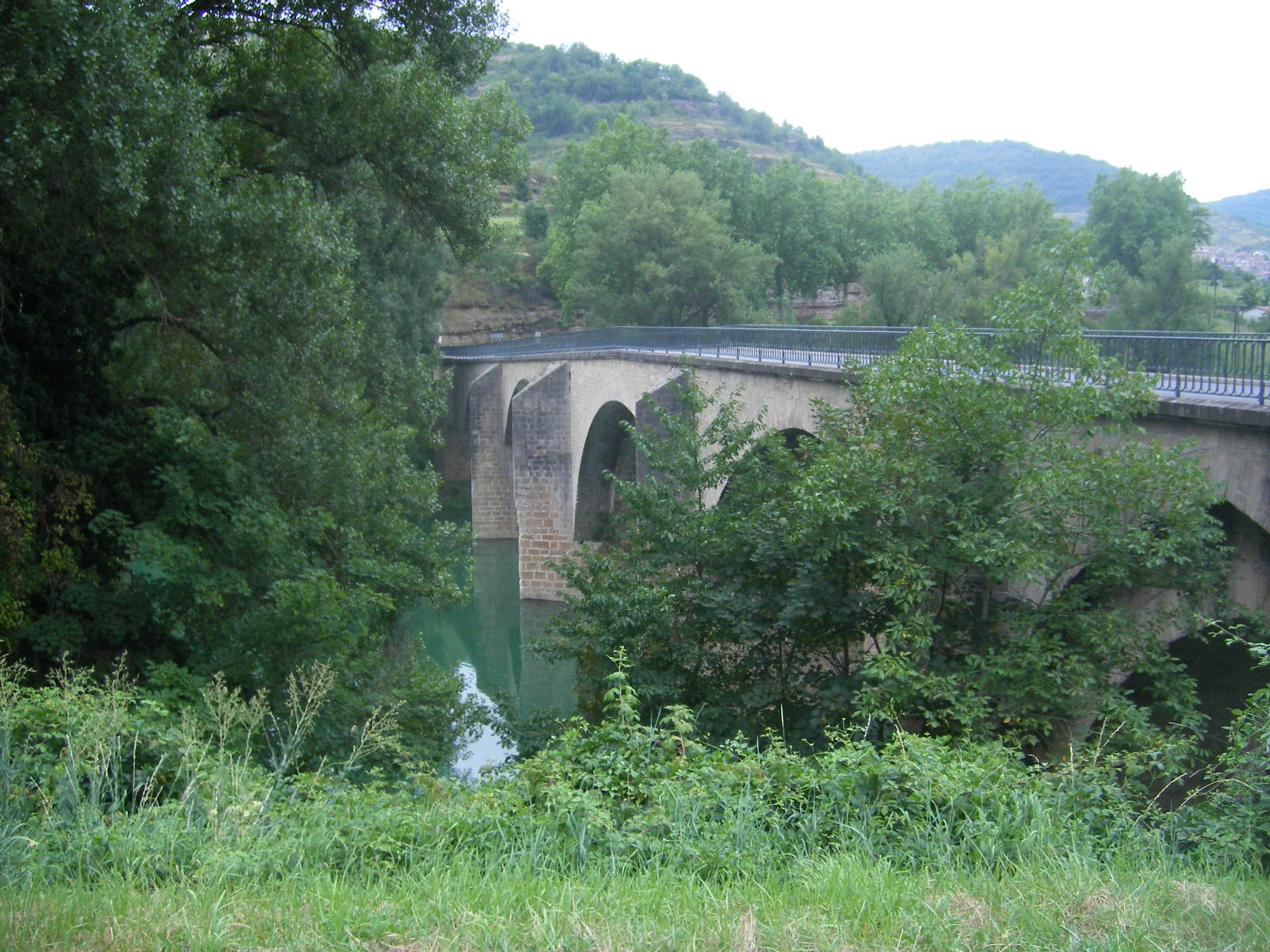
Le pont de la route départementale 993.
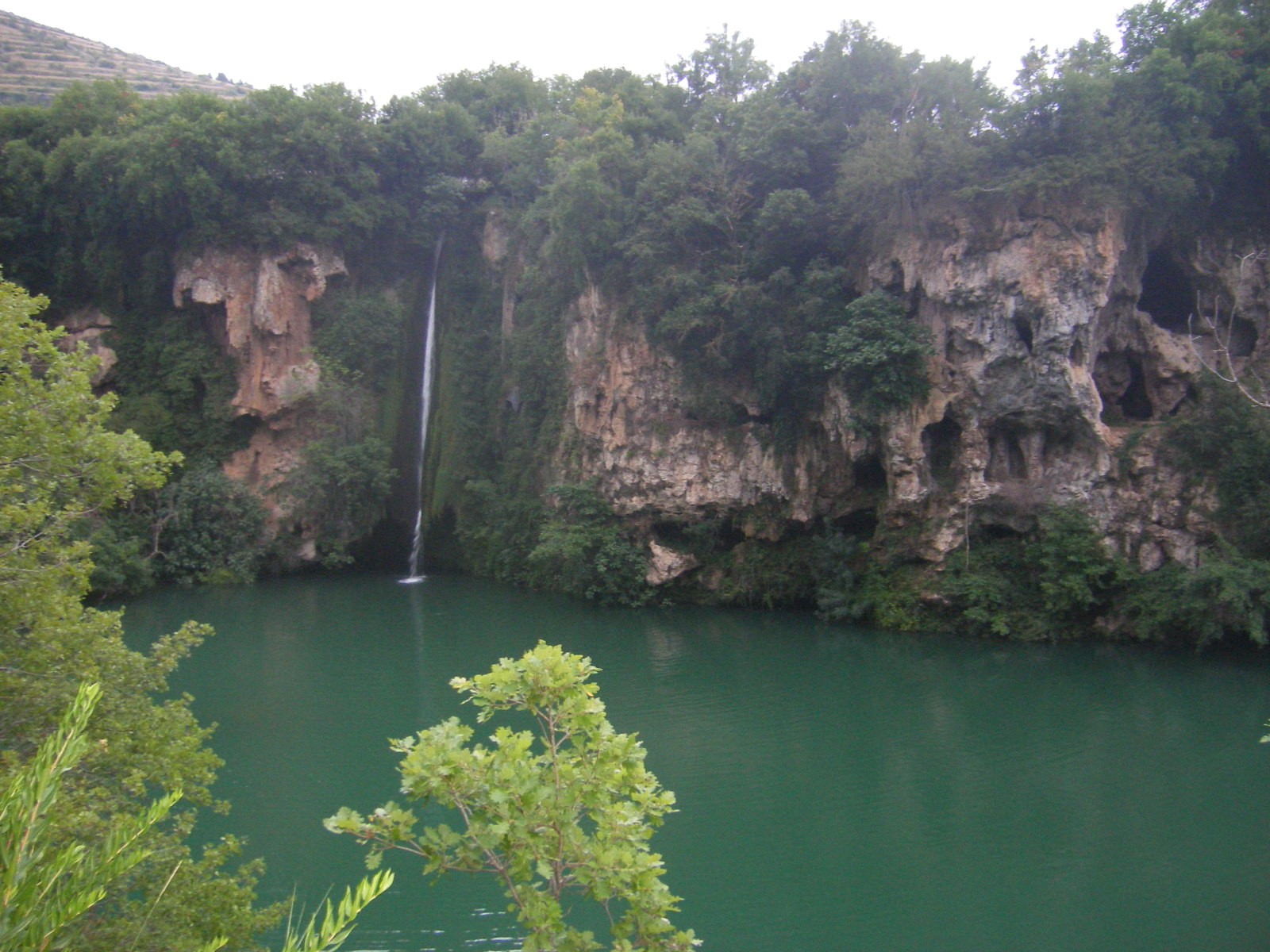
Cascade se déversant dans le Tarn.
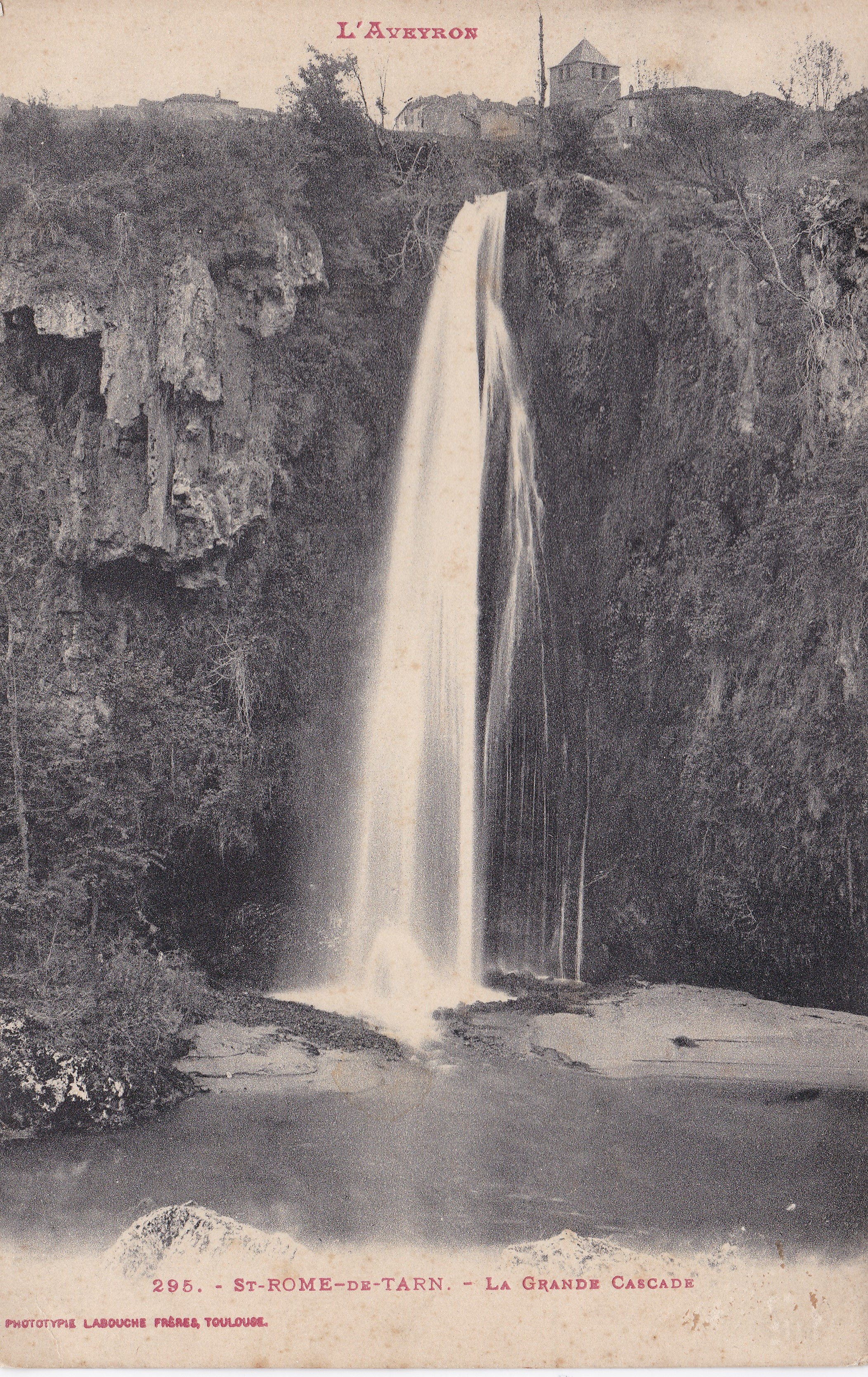
carte postale ancienne de la grande cascade.
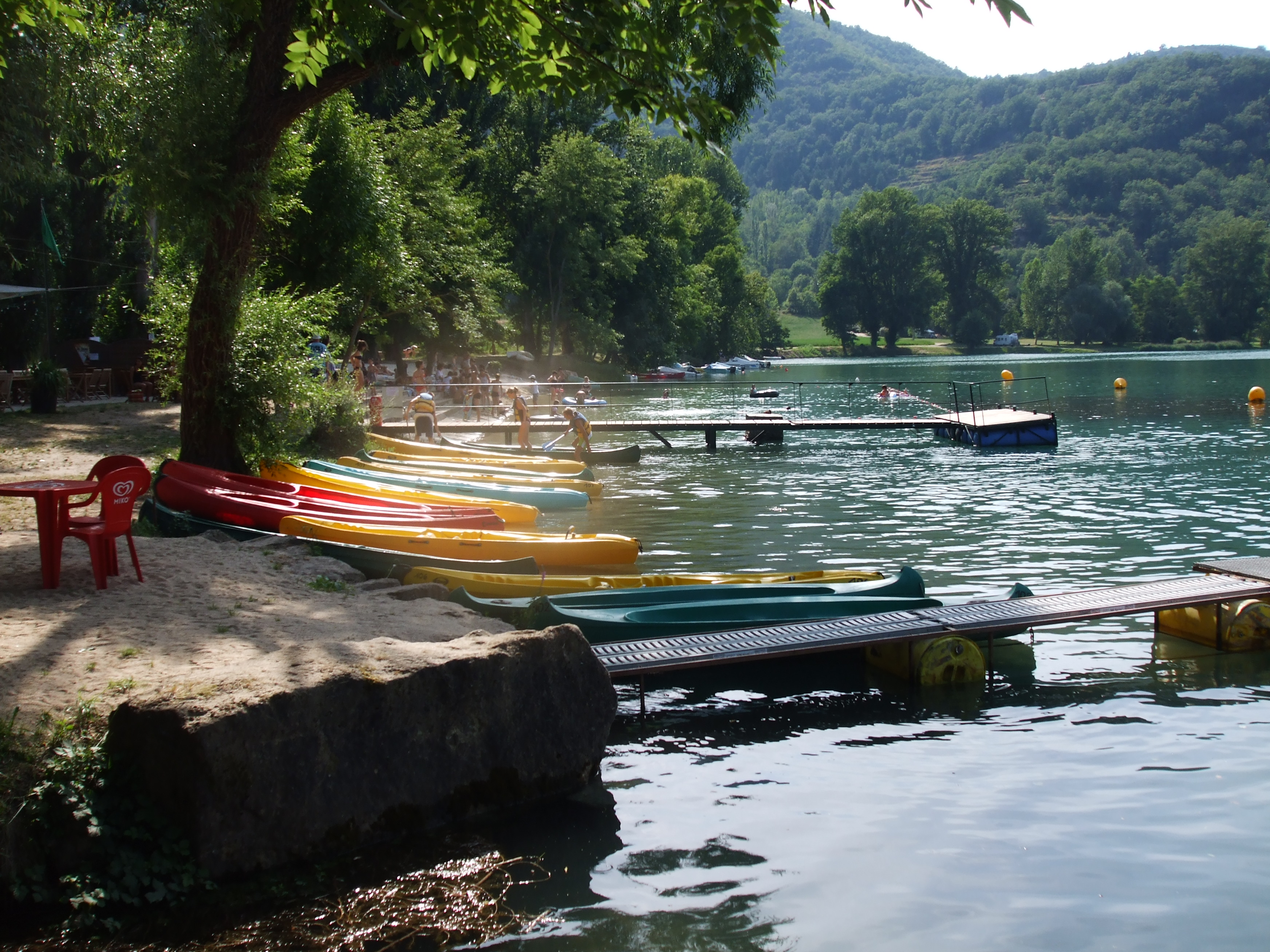
Plage le long du Tarn.

### Personnalités liées à la commune
- Raymond de Mostuéjouls (Monstucjouls ou Musfojoli) né vers 1280, à Saint-Rome-de-Tarn, issu d'une grand famille du Rouergue[35]. Il fut nommé évêque de Saint-Flour en 1318[36],[35]. C'était un homme profondément érudit et hautement qualifié dans le domaine de la discipline ecclésiastique. Il est élu cardinal, le 18 septembre 1327 ; il vécut jusque vers 1335, et fut enterré sous le portique de Saint-Guilhem-le-Désert[35].
- Jean-Paul François Joseph de Montcalm-Gozon (1756-1812), officier de marine et homme politique né à Saint-Rome-de-Tarn, député de la noblesse aux États généraux de 1789.
- Jacques Affre-Saint-Rome (1791-1868), frère de Denys, député de l'Aveyron de 1848 à 1851.
- Denys Affre (1793-1848), archevêque de Paris de 1840 à 1848, natif de la commune.
- Michel Loirette (1943-), écrivain dont la famille était originaire de Saint-Rome-de-Tarn a consacré plusieurs livres à cette région.

### Héraldique
Pour un article plus général, voir Armorial des communes de l'Aveyron.
| Blason de Saint-Rome-de-Tarn | Blason  | De gueules au lion d'or.                                                                      |
| Blason de Saint-Rome-de-Tarn | Détails | Ce blason est identique à celui de la Soule. Le statut officiel du blason reste à déterminer. |